# 5245 Maslyakov
Az 5245 Maslyakov (ideiglenes jelöléssel 1976 GR2) a Naprendszer kisbolygóövében található aszteroida. Nyikolaj Sztyepanovics Csernih fedezte fel 1976. április 1-én.